# Konstantin Alexandrowitsch Fedin

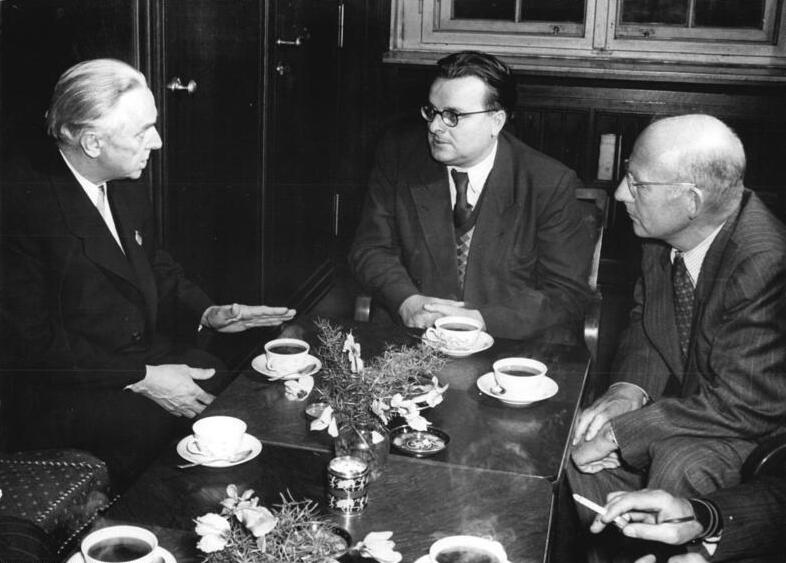
Konstantin Fedin (links) im Gespräch mit Gustav Just und F. C. Weiskopf, 1954

Konstantin Alexandrowitsch Fedin (russisch Константин Александрович Федин; * 12. Februarjul. / 24. Februar 1892greg. in Saratow; † 15. Juli 1977 in Moskau) war ein russischer/sowjetischer Schriftsteller und Schauspieler.

## Leben
Fedin stammte aus einfachen Verhältnissen. Sein Vater war Besitzer eines Schreibpapierladens in Saratow. Von Kindheit an schrieb Fedin gern. Ab 1901 besuchte er die Handelsschule. Im Herbst 1905 nahm er mit seiner ganzen Klasse an einem Schülerstreik teil. 1907 floh er nach Moskau und gab seine Geige im Leihhaus ab. Sein Vater holte ihn zurück. Da er nicht im Laden seines Vaters arbeiten wollte, besuchte er die Handelsschule in Koslow. Entsprechend dem Wunsch seines Vaters begann er 1911 das Studium am Moskauer Handelsinstitut in der Ökonomie-Abteilung. 1913 veröffentlichte er kleine Satiren in der Zeitschrift Nowy Satirikon. Nach dem dritten Studienjahr wurde er im Frühjahr 1914 nach Deutschland geschickt, um seine Deutschkenntnisse zu verbessern. Er ging nach Nürnberg und studierte Deutsch.
Nach Ausbruch des Ersten Weltkrieges wurde Fedin auf der Rückreise in Dresden verhaftet und wegen seiner russischen Staatsbürgerschaft zivilinterniert. Fedin lebte während dieser Zeit in verschiedenen Städten, so in Zittau, Dresden, Görlitz, Zwickau und Nürnberg, gab Sprachunterricht und trat als Schauspieler auf. Dort kam er auch mit deutschen Expressionisten in Berührung.
Erst 1918 durfte Fedin im Rahmen eines Gefangenenaustausches in seine Heimat zurückkehren. Im September 1918 kehrte er nach Moskau zurück und arbeitete im Volkskommissariat für Bildung der RSFSR. Im Russischen Bürgerkrieg lebte er 1919 in Sysran, wo er Sekretär des Sysraner Exekutivkomitees war und die Zeitung Sysraner Kommunarde und die Zeitschrift Otkliki redigierte. Im Oktober 1919 wurde er zur Roten Armee einberufen und nach Petrograd geschickt. Er diente in der politischen Abteilung der Baschkirischen Kavalleriedivision, bis er in die Redaktion der 7. Armee versetzt wurde. Er trat in die KPdSU ein.
Dieser Zeit setzte Fedin in seinem 1924 erschienenen Roman Städte und Jahre (Города и годы) ein Denkmal. 1931 verbrachte er, an Tuberkulose erkrankt, einen Kuraufenthalt in Davos, der ihm durch Gorki ermöglicht wurde (aus diesem Erleben verfasste er den Roman Sanatorium Arktur (Санаторий Арктур)), und danach in Sankt Blasien. Fedin war seit Frühjahr Mitglied der literarischen Gruppe Serapionsbrüder.
Fedin arbeitete auch als Dozent am Maxim-Gorki-Institut für Literatur, wo Autoren ausgebildet wurden. Zu seinen Schülern gehörte Juri Trifonow, den er entdeckte und förderte.
1958 wurde Fedin zum Vollmitglied der Akademie der Wissenschaften der UdSSR gewählt. Die 1958 gegründete sowjetische Gesellschaft für Freundschaft mit der DDR wählte Fedin zu ihrem Vorsitzenden. 1959 wählte ihn der Schriftstellerverband der UdSSR ebenfalls zu seinem Vorsitzenden. 1965 wurde er in der DDR mit dem Vaterländischen Verdienstorden in Gold ausgezeichnet.
Im August 1973 war er Mitunterzeichner eines in der Parteizeitung Prawda erschienenen Offenen Briefes einer Gruppe bekannter sowjetischer Schriftsteller im Zusammenhang mit den „antisowjetischen Handlungen und dem Auftreten Alexander Solschenizyns und Andrei Sacharows“.
1949 erhielt Fedin den Stalinpreis. 1967 wurde er in der DDR mit der Johannes-R.-Becher-Medaille ausgezeichnet. 1982 wurde er postum zum Ehrenbürger von Zittau ernannt. Bis zur deutschen Wiedervereinigung war die 8. Polytechnische Oberschule in Zittau nach ihm benannt und hieß offiziell „8. POS – Konstantin-Fedin-Oberschule“. 1980 wurde in der DDR für die Wolga-Reederei das Flusskreuzfahrtschiff „Konstantin Fedin“ gebaut. Sowohl in Dresden-Zschertnitz als auch in Zittau gab es eine Konstantin-Fedin-Straße.

## Werke
- Städte und Jahre (Города и годы). 1924
- Die Brüder (Братья). 1928
- Sanatorium Arktur (Санаторий Арктур). 1940
- Frühe Freuden (Первые радости). 1945
- Ein ungewöhnlicher Sommer (Необыкновенное лето). 1948
- Die Flamme (Костёр). 1961
- Städte und Jahre. Neuer Malik Verlag, Kiel 1988, ISBN 978-3-89029-031-7.

## Ehrungen, Preise
- Orden des Roten Banners der Arbeit (1939, 1952)
- Stalinpreis I. Klasse (1949)
- Leninorden (1962, 1967, 1972, 1975)
- Vaterländischer Verdienstorden der DDR in Gold (1965)
- Held der sozialistischen Arbeit (1967)[4][6]
- Orden der Oktoberrevolution (1971)
- Goldener Stern der Völkerfreundschaft des Staatsrats der DDR[5]